# Realitate simulată
Realitatea simulată este o ipoteză conform căreia realitatea ar putea fi de exemplu doar o simulare pe calculator care nu poate fi deosebită de "adevărata" realitate. Este posibil ca această realitate simulată să fie populată de minți conștiente care pot fi sau nu pot fi pe deplin conștiente de faptul că trăiesc în interiorul unei simulări. În forma sa cea mai avansată, principiul de independență al substratului afirmă că este probabil ca această teorie să fie adevărată.
Realitatea simulată este un concept destul de diferit de actualul concept, realizabil tehnologic, al realității virtuale. Realitatea virtuală este, teoretic, ușor de identificat în raport cu realitatea "reală", iar participanții ei nu se îndoiesc de natura a ceea ce li se întâmplă. Prin contrast, în realitatea simulată participanții ei pot sau nu pot distinge cât de "reală" este realitatea în care se află.
Au existat și există multe dezbateri pe acest subiect, de la discursul filozofic la aplicații practice de calcul.
Ideea de trăi într-o realitate simulată ar cuprinde mai multe aspecte:
- Este posibil, chiar și în principiu, să fim cu adevărat într-o realitate simulată?
- Există vreo diferență între realitatea simulată și realitatea "reală"?
- Cum ar trebui să ne comportăm dacă am ști cu adevărat că trăim într-o realitate simulată?

## Moduri de simulare

### Interfața neurală directă
În cazul unei simulări bazate pe o interfață neurală directă, fiecare participant vine din afară prin conectarea directă a creierului său la calculatorul care efectuează simularea. În acest fel sunt comunicate datele senzoriale participanților la această realitate simulată în timp ce sunt detectate dorințele și acțiunile acestora, devenind astfel posibilă interacțiunea cu lumea simulată. Calculatorul poate trimite chiar informații de corecție către creierele implicate pentru a le face să uite că se află (temporar) în domeniul virtual (de exemplu, ocolind un filtru). În tot acest timp, în simulare, conștiința participanților este reprezentată de avatare, care pot fi foarte diferite de înfățișarea lor reală.

## Interacțiunea creier-simulare

### Populație virtuală
La simularea unei populații virtuale, fiecare locuitor este un nativ din această lume virtuală. Nu există un corp "real" în această nouă realitate. Fiecare este o entitate simulată cu un anumit nivel de conștiință bazat pe logica simulării (de exemplu, o realitate cu propriile sale legi fizice). În acest fel fiecare individ poate fi descărcat dintr-o simulare în alta sau chiar arhivat și înviat mai târziu. De asemenea, este posibil ca o entitate simulată să poate fi extrasă complet prin transferarea minții acesteia într-un corp artificial real. O altă modalitate de a obține o realitate virtuală este de a clona corpul unei persoane simulate prin preluarea unei mostre din ADN-ul său virtual și de a-i crea astfel un corespondent în lumea reală, corespondent bazat pe acest model. Rezultatul nu ar face ca mintea individului să existe în afara simulării sale, dar corpul său se va naște în lumea reală.
Această categorie este împărțită în alte două tipuri:
- populație virtuală/lume virtuală, în care o realitate externă este simulat separat în conștiința artificială;
- O simulare solipsistă în care conștiința este simulată și percepțiile participanților există numai prin mintea lor.

## În cultura populară

### Literatură
- Accelerando (2005) de Charles Stross
- The Algebraist (2004) de Iain M. Banks
- Darwinia (1998) de Robert Charles Wilson
- Discurs asupra metodei (1637) de René Descartes
- Neuromancer (1984) și Mona Lisa Overdrive (1988) de William Gibson
- Seria Pendragon (2003) de D. J. MacHale
- Permutation City (1994) de Greg Egan
- Saga Otherland (1996-2001) de Tad Williams
- Simulacron-3 (1964) de Daniel F. Galouye

### În filme
- Deschide ochii! (Abre los ojos, 1997) de Alejandro Amenábar
- Avalon  de Mamoru Oshii
- Ghost in the Shell (Kôkaku kidôtai , 1995) de Mamoru Oshii
- Cubul 2: Hypercubul (2002) de Sean Hood
- Orașul întunecat  (1998) de Alex Proyas
- Æon Flux (2005) de Karyn Kusama
- Etajul 13 de Josef Rusnak
- Insula  (2005) de Michael Bay.
- Metamorfoze (Lost Highway, 1997) de David Lynch
- Matrix de frații Wachowski
- eXistenZ
- Scara lui Iacob (Jacob's Ladder, 1990) de Adrian Lyne
- Total Recall (1990) de Paul Verhoeven după Philip K. Dick
- Tron (1982) de Walt Disney
- Vanilla Sky - Deschide ochii (2002) de Cameron Crowe
- Welt am Draht (Lumea pe fir) (1973) de Rainer Werner Fassbinder
- Începutul (2010) de Christopher Nolan
- Levels (2024)

### Seriale TV
- .hack//SIGN (anime, 2002)
- Harsh Realm (1999-2000) de Chris Carter
- Red Dwarf (1988-2009) de Rob Grant și Doug Naylor
- The Big O (2003) de Hajime Yatate și Chiaki J. Konaka
- Noein (2005-2008) de Kazuki Akane și Kenji Yasuda
- Paranoia Agent (2004-) de Satoshi Kon
- Serial Experiments Lain (1998) de Chiaki J. Konaka
- Star Trek
- Zegapain (2006)
- Dosarele X

## Vezi și
- Ipoteza simulării
- Viață artificială
- Ipoteza planetariului
- Creier Boltzmann
- The Truman Show
- A Glitch in the Matrix, un film documentar american din 2021 regizat de Rodney Ascher.
- Nondualism